# هوية قومية

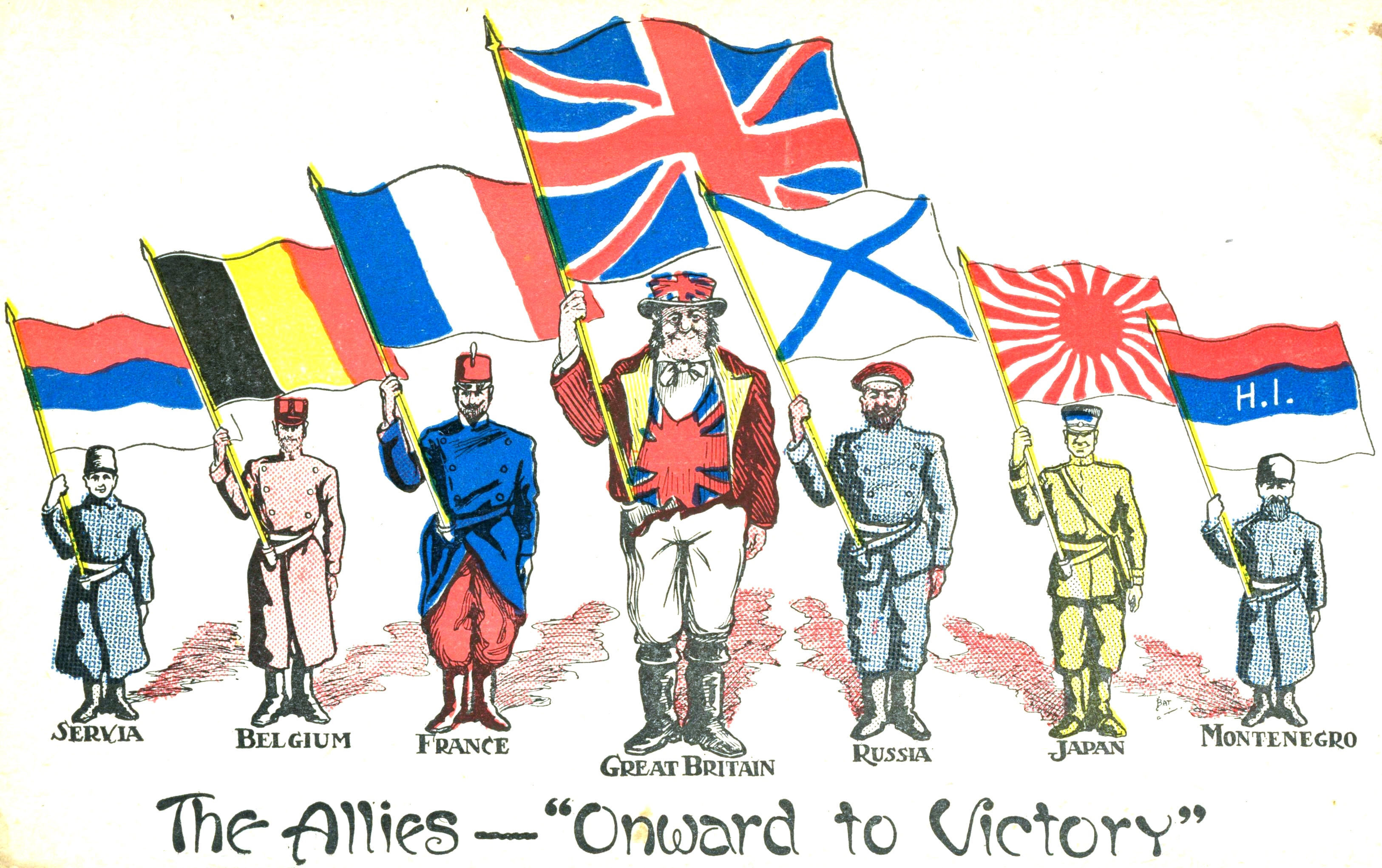
بطاقات بريدية تصور تجسيدات دول الوفاق الرئيسية. يظهر الجندي الروسي بالخطأ وهو يحمل صليب القديس أندرو (العلم البحري) بدلاً من العلم المعتاد ذي الألوان الثلاثة.

 الهوية القومية  هي هوية الفرد واحساسه بالانتماء للأمة. هو الشعور بأمة متماسكة بالمجمل، ممثلة بتقاليد، ثقافة، سياسات ولغة مميزة. يُنظر إلى الهوية القومية بأنها حالة نفسية من الوعي بالاختلاف، شعور وتمييز لـ«نحن» مقابل «هم». يُنظر إلى التعبير عن الهوية القومية إيجابياً كأحد تمظهرات الوطنية من ناحية الفخر القومي أو محبة البلد. التعبير المبالغ فيه للهوية القومية والذي يروج لتفوق راسخ وطبيعي يدعى شوفينية.